# 東條大輔
東條 大輔（とうじょう だいすけ、7月19日 - ）は日本の男性声優。千葉県出身。以前は青二プロダクションに所属していた。

## 出演作品

### テレビアニメ
- マシュランボー（ハト兵）
- ONE PIECE（海軍、海賊）

### ゲーム
- ゴルフしようよ2 新たなる挑戦（Raphael）
- 真・三國無双2（兵士）
- 真・三國無双2猛将伝（兵士1）
- ベルセルク 千年帝国の鷹篇 喪失花の章
- 北斗の拳 世紀末救世主伝説（マダラ）

### ドラマCD
- Kanon 〜カノン〜（男子生徒A、若い男）
- グラニュ・レイテッドハピネス（ハチスカ〈ゲームセンターの若者〉）
- ザ・ヴォイス・リクエスト シリーズVol.3「迷惑な女」
- テイルズ オブ エターニア
  - テイルズ オブ エターニア -LEVEL ONE-（ロセット、信者4、兵士1）
  - テイルズ オブ エターニア -LEVEL TWO-
  - テイルズ オブ エターニア -LEVEL FOUR-
  - テイルズ オブ エターニア -LEVEL FINAL-
- テイルズ オブ ファンタジア なりきりダンジョン -太陽の章-（ホジソン）
- ハムレット～騎士ホレイショーが語る王子の物語～（再現劇の王の弟）

### ドラマDVD
- グラニュ・レイテッドハピネス（ハチスカ〈ゲームセンターの若者〉）